# 오사카 이쿠노 코리아타운

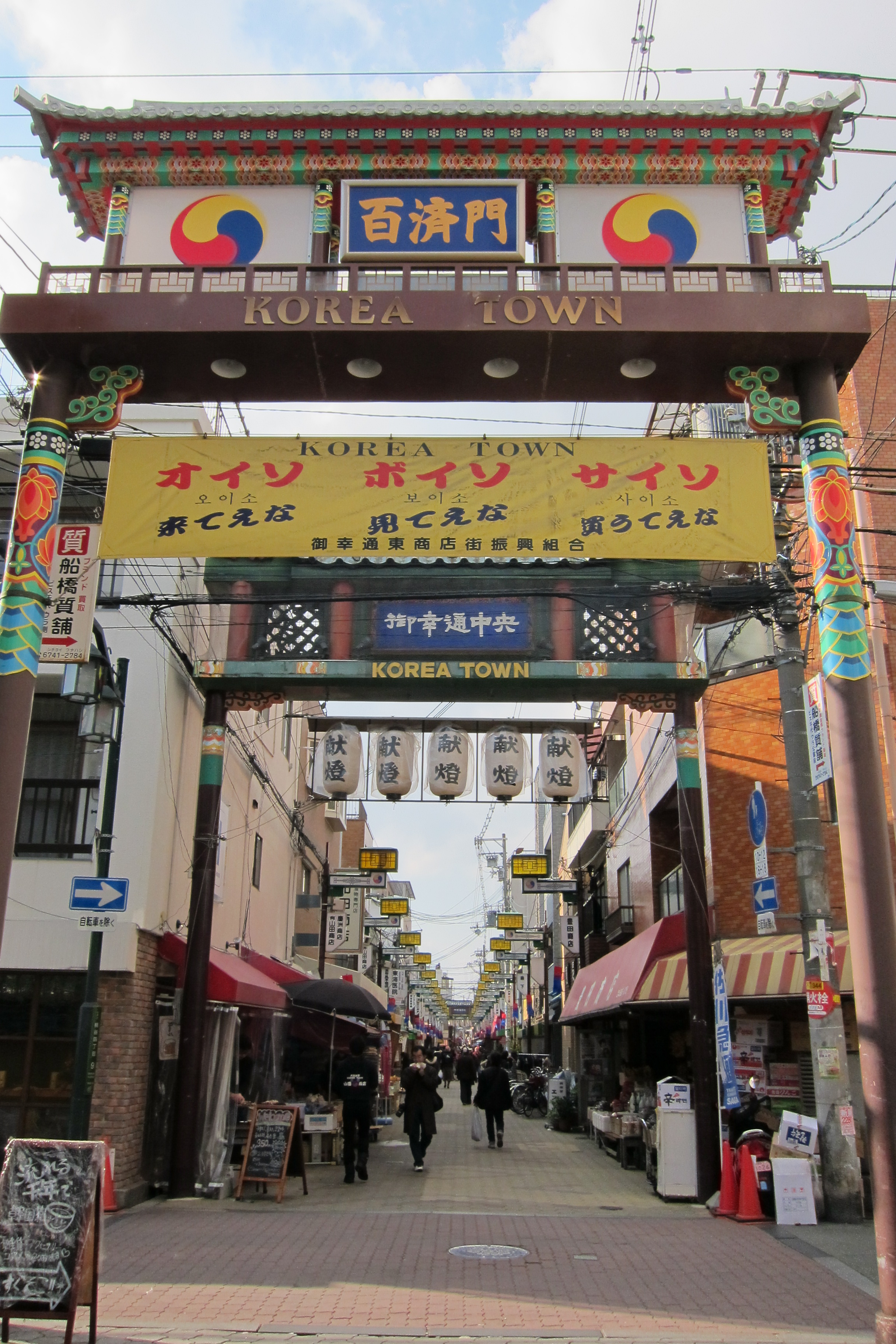
이쿠노 코리아타운의 쿠타라문(백제문)

이쿠노 코리아타운(일본어: 生野コリアタウン) 또는 대중적으로 쓰루하시 코리아타운(鶴橋コリアンタウン)은 일본 오사카시 이쿠노구의 모모다니(桃谷)에 있는 「고코도리 상점가」(고코도리히가시 상점가(御幸通東商店街), 고코도리 주오상점회(御幸通中央商店会), 고코도리 상점가(御幸通商店街)의 3상점가)와 그 주변을 부르는 말이다. 오사카 코리아타운(大阪コリアタウン), 이카이노 코리아타운(猪飼野コリアタウン), 모모다니 코리아타운(桃谷コリアタウン)이라고도 불리고 있지만 2010년대 이후엔 도쿄에 있는 '신오쿠보 코리아타운'의 상대적 명칭으로 '쓰루하시 코리아타운'이 조금 더 대중적으로 불리고 있다.

## 개요
1993년부터 코리아타운(일본어: コリアタウン)이란 명칭을 사용하게 되었다. 그때까지는 조선시장(朝鮮市場)이라고 불렸고, 재일 교포들에게 있어서는 식재료 또는 일상제품 등이 풍부하게 갖추어진 생활에 밀접한 시장이었다. 그 명칭을 사용할 때에 동쪽과 가운데의 양상점가에는 각각 「쿠다라문」(百済門), 「고코도리 중앙문」(御幸通中央門)이 완성되었다. 색깔 포장 또는 가로등도 설치되었다. 많은 한국인이 생활하는 거리로써 그 특색이 두드러졌다. 그 후, 2002년 한국과 일본이 개최한 월드컵 개최로 일약 주목을 받고, 그래서 이어진 한류붐으로 단숨에 전국에 알려졌다. 지금은 재일 한국인을 비롯하여, 현지인들의 생활 공간이면서 관광객이 많이 방문하는 장소이다. 이러한 특색을 살려, 학교나 각종단체가 문화 체험, 역사산책, 인권연구로 방문하는 곳으로 형성돼 있다.

## 같이 보기
- 이카이노
- 코리아타운
  - 신오쿠보 코리아타운
  - 아카사카 코리아타운
  - 가와사키 코리아타운
- 재일본한국인연합회
- 파친코 (드라마)
- 아메리카무라